# 向井真理子
向井真理子（日语：／ Mukai Mariko，1937年10月13日—），日本女性配音員。81 Produce所屬。出身於東京府東京市中野區朝日丘（現東京都中野區本町）。丈夫是朝戶鐵也。身高155cm。AB型血。

## 經歷

### 成長時期
戰爭期間，向井真理子被疏散到父親的家鄉大阪府北河內郡星田村（後來的大阪府北河內郡交野町，現：大阪府交野市），一直待到小學4年級為止。
從小本身就喜愛詩歌和童話。讀完小川正子的回憶錄《小島之春》後，她印象深刻。把當時朋友們讀完的書收集起來都捐給了醫院，還給每天沒帶午餐的同學帶了午餐，將來她的夢想是做一份「為人服務造福世界的工作」。
戰爭結束後，向井與家人回到東京一段時間，但她說的是河內方言，不會說標準的日語。
此後，由於父親工作的原因，她在北海道有鑛山的地方搬家，一直到小學畢業前，一共轉學了6次。
返回東京後，她從東京都世田谷區下北澤就讀鷗友學園女子中學。

### 職業生涯
學生時期，她參加話劇社。同學是寶塚的狂熱粉絲，只是因為想見到自己崇拜的明星，就擅自打算將她送入寶塚音樂學校。向井以前從未看過少女歌劇，甚至無法想像穿男裝表演。雖然沒有意願參加入學考試，但她想生活在一個沒有數學的世界，於是1952年她以寶塚歌劇團40期生進入了寶塚音樂學校。母親當時強烈反對。然而，她認為父親太固執，不聽她的，最後還是原諒了她。入學後，無論做什麼都笨手笨腳，但學長和同學們都很喜歡她，稱她為「笨手笨腳的小真理」。音樂學校畢業後，她加入了寶塚歌劇團，並被分配到星組。她在團體中的藝名是。在加入寶塚歌劇團兩年8個月後，向井給朋友寫了一封信，說「寶塚很不容易」，但正如前面提到的，強烈反對她進入演藝界的向井母親已經告訴她。最後離開了這個團體。回到了東京，但她只有初中學歷，沒有就業前景，在家裡無業一段時間，不知道下一步該如何走怎麼辦。
有一天，向井在報紙上看到東京廣播電台的一名電視演員的廣告，在應徵時想說「就是這個！」，結果被錄取了。1955年，她作為第四期生加入了東京電視劇團（前：東京廣播劇團）。原本她想成為一名演員，但後來被分配到一家廣播放送劇團。不到一星期後，她受邀參加廣播劇女主角的試鏡並通過，作為配音員首次亮相。第一份工作是飾演晨間廣播劇的主角真弓。
1958年，向井離開劇團，並與東映公司簽約，但同年成為自由職業者。
曾隸屬於東京Telecast Pro、東京俳優生活協同組合、桐之會、劇團河、青二Production。

### 至今
2007年，向井獲得第1屆聲優Awards功勞獎。

## 人物、特色
聲種：女高音。
在角色方面，經常在動畫裡飾演母親的角色。
獨生女。有一個兒子和一個女兒。
興趣：做蛋糕、貓的訓練。

### 瑪麗蓮·夢露
外國電影方面，向井固定負責瑪麗蓮·夢露的日語配音。第一部擔任的作品是《亂點鴛鴦譜》。她很難意識到這個形象，而且一開始對夢露了解沒有很多，所以聽了夢露的聲音，盡可能接近地模仿，她說自己之所以能夠堅持到最後，是因為導演的一句話告訴她「作為向井真理子演好就行了」。此外，向井在為夢露配音時，夢露經常半張著嘴，因此她表示很難找到與自己聲音相匹配的時機。
她成為自由工作者時，常出現在日本放送廣播劇裡。當時，向井最初被認為是「最不性感的女演員」，被迫接下廣播劇的工作。「如果本身沒有性感，就沒有未來。如果自己想將來在廣播中扮演主角，性感是很重要的」因此她決定在根據電影《願嫁金龜婿》改編同名電視劇擔任主役芭芭拉·伊登的日語配音，這使得她被選中為夢露配音的原因。
當時向井正在演出一部露臉的直播電視劇，經紀人似乎被電視台的人告知「向井這個角色太不可思議了，她根本沒有性感，所以她不能演」。她對她的經理說「哇，那條領帶看起來很棒」，然後就拿了劇本，最後，經理強迫她接受這份工作，並告訴她「如果妳真的失敗了，我不會再照顧妳了，妳應該退出這個行業」。
她不明白本身的性感，有一次夏天，她聽到隔壁出生的嬰兒被母親寵愛的聲音，心想「就是這個感覺……」 「認為不應該這樣」做好了被責罵的準備，所以在錄音當天不知為何就表演了。當時，向井被評為「有點性感」，從那時起，向井就為夢露做了大部分的日語配音。
當時她被稱讚有「性感的聲音」，但由於原本是嬰兒的聲音，向井無法識別，並表示仍然覺得奇怪。那時，她遇到了麻煩，想說如果做不到的話，就會生她的氣，想說該怎麼辦時，她聽到嬰兒的聲音聽起來很性感。
在開始為夢露配音之後，其它的配音工作就減少了，她的上級告訴她，「除了瑪麗蓮·夢露之外都不行」作為她形象塑造努力的一部分。同樣是同一世代的野澤那智負責過許多外國演員的日語配音，但她說有時候會想為什麼自己只是瑪麗蓮·夢露。
此外，她在戲仿夢露的作品《怪博士與機器娃娃》飾演則卷綠→山吹綠以及聚樂旅館的廣告（幫模仿夢露的外國人日語配音）也有演出。
據說是江崎加子男將向井提拔為瑪麗蓮·夢露這個角色。

## 演出
粗體字表示主要角色。

### 電視動畫
1965年
- 宇宙王牌（日语：宇宙エース）（蛤蜊）
- 小鬼Q太郎 (1965年版)（小芳）
- 原子小金剛 (1963年版)（日语：鉄腕アトム (アニメ第1作)）

1966年
- 魔法使莎莉 (1966年版)（莎莉的媽媽〈初代〉、春日野菫〈初代〉）

1967年
- 悟空大冒險（咀嚼女王）
- Donkikko（日语：ドンキッコ）（菖蒲）

1968年
- 怪物小王子 (1968年版)（市川宏的姊姊[26]）
- 人造人009 (1968年版)
- 淘氣偵探團（日语：わんぱく探偵団）（鏡鈴子）

1969年
- 多羅羅與百鬼丸（御須志）

1976年
- 漫畫花之係長（日语：花の係長）（綾路地洋子[27]）

1979年
- 魯邦三世 (TV第2系列)（日语：ルパン三世 (TV第2シリーズ)）

1980年
- 銀河鐵道999（瑪莎）
- 尼爾斯的不可思議之旅（鬱金香）

1981年
- 最強機器人大王者（阿林斯）
- 怪博士與機器娃娃 (1981年版)（1981年—1986年，則卷綠／山吹綠[28]、春婆婆、妻子）
- 賣氣球的銅鑼太郎（日语：フーセンのドラ太郎）（明子[29]）

1982年
- 大口妹（日语：あさりちゃん）（濱野珊瑚／媽媽）
- 怪博士與機器娃娃 企鵝村英雄傳說（山吹老師）
- （小裴[30]）
- 我是貓（松）

1983年
- 福星小子 (1981年版)（真子的母親）
- （曼娜）

1984年
- Gu-Gu甘莫（日语：Gu-Guガンモ）（花園老師）
- 夢戰士WING-MAN（日语：ウイングマン）（1984年—1985年，母親）

1986年
- 七龍珠（1986年—1987年，媽媽、綠）
- 楓葉鎮物語（伊萊恩·瑞恩、卡梅拉）

1987年
- 鬼太郎 (第3作)（夢露）
- 新楓葉鎮物語 棕櫚鎮篇（瑪莉娜）
- 聖魔大戰（聖母媽媽）

1988年
- 美味大挑戰（西野美子）
- 光頭騙子禿丸（日语：つるピカハゲ丸）（禿田鶴子〈媽媽〉）
- 妳好！淑女小琳（日语：レディ!!#ハロー！レディリン）（帕特里西瑪）

1989年
- 搞怪刑事（日语：がきデカ）（俊惠）
- 新仙魔大戰（薩娜女王）
- 七龍珠Z（1989年—1991年，蛇姬、布瑪的媽媽〈初代〉）
- 太陽傘世界的叮噹平平（日语：パラソルヘンべえ）（珍兵衛）

1990年
- 麵包超人（毛蜘蛛媽媽）

1991年
- 朱古力小精靈（日语：おばけのホーリー）（馬霍比安卡）

1993年
- 叮噹貓（木之葉綠〈媽媽〉）

1998年
- 學級王山崎（七光剛的母親）

1999年
- 週刊故事樂園（日语：週刊ストーリーランド）（母親）

2001年
- 百變海盜王（日语：仰天人間バトシーラー）（惡魔婆婆）
- PaRappa the Rapper（日语：パラッパラッパー）（多蘿西）

2009年
- （奶奶）
- 旋風管家2（鷺之宮九重）

### 電影動畫
1980年
- 世界名作童話 有生命的森林（日语：森は生きている）（女孩[31]）

1981年
- 怪博士與機器娃娃：哈囉！不可思議島（日语：Dr.スランプ アラレちゃん ハロー!不思議島）（山吹老師）

1982年
- 大口妹：愛童話裡的女孩（日语：あさりちゃん）（媽媽）
- 怪博士與機器娃娃：“吼唷唷！”宇宙大冒險（日语：Dr.SLUMP ほよよ! 宇宙大冒険）（山吹綠、小春[32]）

1983年
- 怪博士與機器娃娃：吼唷唷！世界一周大賽車（日语：Dr.スランプ アラレちゃん ほよよ!世界一周大レース）（山吹老師）

1984年
- 怪博士與機器娃娃：吼唷唷！納納巴城的寶藏（日语：Dr.スランプ アラレちゃん ほよよ!ナナバ城の秘宝）（則卷綠[33]）

1985年
- 怪博士與機器娃娃：吼唷唷！夢的大都會（日语：Dr.スランプ アラレちゃん ほよよ!夢の都メカポリス）（山吹綠）

1986年
- 喀喀喀的鬼太郎：妖怪大戰爭（米）

### OVA
1987年
- 花之飛鳥組！新歌舞伎町物語（日语：花のあすか組!）（九樂飛鳥的媽媽）

1988年
- 宇宙家族卡爾賓（日语：宇宙家族カールビンソン）（波納）

1990年
- 花之飛鳥組！2 孤獨貓大逃殺（日语：花のあすか組!）（九樂飛鳥的媽媽）

1997年
- 大運動會（保險醫生）

### 外語配音

#### 演員
芭芭拉·伊登
- 願嫁金龜婿（英语：How to Marry a Millionaire (TV series)）（1959年，洛科·瓊斯）※富士電視台版。
- 我夢見珍妮（英语：I Dream of Jeannie）（1966年，珍妮）※NET版。

瑪麗蓮·夢露
- 亂點鴛鴦譜（英语：The Misfits (1961 film)）（1966年，羅斯琳·泰伯）※NET版。
- 願嫁金龜婿（1967年，寶拉·德貝沃爾）※NET版。
- 讓我們相愛吧（英语：Let's Make Love）（1967年，阿曼達·戴爾）※NET版。
- 熱情如火（1967年，“舒格”·凱恩·科瓦爾奇克）※NET版。
- 紳士愛美人（1968年，羅蕾萊·李）※NET版。
- 娛樂至上（英语：There's No Business Like Show Business (film)）（1968年，維姬·帕克）※NET版。
- 大江東去（1969年，凱·韋斯頓）※NET版。
- 七年之癢（1969年，金髮美女）※NET版。
- 彗星美人（1970年，克勞迪婭·卡斯韋爾）※NET版。
- 飛瀑怒潮（1970年，羅絲·盧米斯）※TBS版。
- 大江東去（1972年，凱·韋斯頓）※富士電視台版。
- 游龍戲鳳（1973年，埃爾西·瑪麗娜）※富士電視台版。
- 七年之癢（1973年，金髮美女）※富士電視台版。
- 紳士愛美人（1974年，羅蕾萊·李）※富士電視台版。
- 夜闌人未靜（1974年，安潔拉·芬萊）※東京12頻道版。
- 巴士站（1975年，薛麗〈櫻桃〉）※NET版。
- 大江東去（1978年，凱·韋斯頓）※朝日電視台版。
- 巴士站（1981年，薛麗〈櫻桃〉）※東京12頻道版。
- 游龍戲鳳（1981年，埃爾西·瑪麗娜）※朝日電視台版。
- 七年之癢（1982年，金髮美女）※LD版。
- 亂點鴛鴦譜（1983年，羅斯琳·泰伯）※TBS版。

魯西·泰勒
- 我不笨，所以我有話說（1999年，貓咪公爵夫人）※日本電視台版。
- 我很乖因為我要出國（2002年，粉紅貴賓犬）※日本電視台版。
- 我不笨，所以我有話說（2005年，貓咪公爵夫人）※NHK版。

#### 電影
1970年
- 吹響小號（英语：Come Blow Your Horn (film)）（佩吉·約翰〈吉爾·聖約翰〉）※富士電視台版。

1976年
- 錢錢錢（英语：Dollars (film)）（唐·迪沃〈歌蒂·韓〉）※富士電視台版。
- 旋風賊（英语：Too Many Thieves）（克勞迪婭〈布麗特·艾克蘭〉）※NET版。

1977年
- 萬花嬉春（琳娜·拉蒙特〈簡·哈根（英语：Jean Hagen）〉）※富士電視台版。

1981年
- 緊張大師（維多利亞·普里斯班〈馬德琳·卡恩〉）※TBS版。

1984年
- 朝九晚五（多拉莉·羅斯〈桃莉·巴頓〉）※東京電視台版。

1987年
- 愛情插班生（英语：My Tutor）（鮑比·克里斯托的母親〈阿琳·格隆卡（英语：Arlene Golonka）〉）※朝日電視台版。

1989年
- 大力水手（奧莉薇·奧伊爾（英语：Olive Oyl）〈謝莉·杜瓦爾〉）※富士電視台版。

1990年
- 冷腳（英语：Cold Feet (1989 film)）（莫林〈莎莉·柯蘭〉）※影碟版。

1991年
- 貴客光臨（英语：My Blue Heaven (1990 film)）（夏露丁〈卡蘿爾·凱恩〉）※影碟版。

1992年
- 小精靈2（少女）※影碟版。

2000年
- 狂熱迪斯科（英语：Forever Fever）（陳夫人〈瑪格麗特·陳〉）※影碟版。

2008年
- 麻辣女王2：美麗的要命（桃莉·巴頓[注 2]）※日本電視台版。

#### 電視影集
1965年
- 打擊魔鬼（英语：The Man from U.N.C.L.E.）（艾爾莎·伯恩曼〈蘇·安·蘭登（英语：Sue Ane Langdon）〉）※日本電視台版。

1967年
- 豪門新人類（英语：The Beverly Hillbillies）（艾莉·梅·克拉佩特〈唐娜·道格拉斯〉）※富士電視台版。

1970年
- 神仙家庭（英语：Bewitched）（兔女郎〈卡羅爾·韋恩（英语：Carol Wayne 演員）〉）※NET版。

1992年
- 說書人（英语：The StoryTeller (TV series)）（拉其的母親〈梅里琳娜·肯德爾〉、士兵的妻子〈簡·查佩爾〉）

1996年
- 急診室的春天（羅克珊〈艾力克斯·埃利亞斯〉）※NHK版。

#### 動畫
年份不詳
- 貝蒂娃娃（貝蒂·鮑普）
- 木偶奇遇記（皮諾丘[34]）
- 傑森一家（艾爾洛伊·傑森）
- 醜小鴨（英语：The Ugly Duckling (1939 film)）（鴨子媽媽）

1961年
- 仙境奇緣（英语：Mr. Bug Goes to Towne）（蜂蜜〈寶琳·羅斯〉）※富士電視台版。
- 摩登原始人（貝蒂·魯布爾（英语：Betty Rubble））※富士電視台版。

1963年
- 無敵神貓（1963年—1964年，布雷恩〈馬文·卡普蘭（英语：Marvin Kaplan）〉）※NET版。

1992年
- 加菲貓和朋友們（英语：Garfield and Friends）（1992年—1994年，松鼠〈茱莉·佩恩（英语：Julie Payne (actress, born 1946)）〉）※WOWOW版。

1993年
- 貝蒂娃娃的浪漫史（英语：The Romance of Betty Boop）（貝蒂·鮑普）※NHK版[35]。

#### 人偶劇
1968年
- 超空人（旋律天使[注 3]〈西維亞·安德森（英语：Sylvia Anderson）〉）※TBS版。

### 遊戲
1996年
- BS超級瑪利歐兄弟USA Power Challenge（碧姬公主）

1997年
- 瑪利歐越野摩托車（碧姬公主）

1998年
- BS超級瑪利歐收藏輯（碧姬公主）

### 人偶劇
- 孫悟空（高尤）[36]
- 葫蘆島漂流記（日语：ひょっこりひょうたん島）（窗口）

### 廣告
- 聚樂（日语：聚楽）旅館

### 廣播劇
- 雲之繪本（1960年，女1）[37]

## 腳註

## 外部連結
- 向井真理子 （日語）—81 Produce公式官網